# Omar González Onostre
Omar Adrián Gonzales Onostre (La Paz, Bolivia; 26 de agosto de 1970) es un cantante y músico boliviano, actualmente vocalista de la banda de Rock Octavia.

## Biografía
Su carrera como cantante se inició en 1988 cuando pasó a formar parte de la banda Coda 3 junto a Gimmer Illanes, Simón Lujan, Vladimir Pérez, Ricardo Sasaki y Gery Bretel. 
Después de graduarse del Colegio La Salle en la ciudad de La Paz estudió arquitectura pero no pudo terminar y tuvo que abandonarlo para dedicarse a la música. 
Gracias a un maestro de origen japonés Koichi Fujii con quien pasó clases de música, le enseñó todas las técnicas de distintos géneros y ritmos. 
Desde que Coda 3 cambió de nombre por el de Octavia, Omar ha seguido cosechando éxitos para la banda gracias a su talento que es uno de los artistas de procedencia paceña reconocidos dentro y fuera de Bolivia.

## Discografía

### ConCoda 3
- 1990 Coda 3 - Día tras día
- 1992 Coda 3 - Verdades Inéditas (Disco de Oro)
- 1994 Coda 3 - 2387 (Disco de Oro)
- 1995 Coda 3 - Para Salir del Molde

### ConOctavia
- 1996 Octavia - Aura (Disco de Platino)
- 1998 Octavia - Ciclos (Disco de Oro)
- 2001 Octavia - Acústico (Disco de Oro)
- 2002 Octavia - 4 (Disco de Oro)
- 2003 Octavia - Al Aire Libre
- 2004 Octavia - Talismán
- 2004 Octavia - Talismán (Internacional-Inglés)
- 2006 Octavia - Masterplan
- 2009 Octavia - Medular
- 2014 Octavia - Superluz